# Бодиль Турготсдаттер
Бодиль Турготсдаттер (Боедиль; дат. Boedil (Bodil) Thurgotsdatter, ум. 1103) — королева-консорт Дании, жена короля Дании Эрика I.
Бодиль была дочерью датского ярла Тургота Фагерскинда и Торгунны и сестрой Свенда Туготсена. В «Саге о потомках Кнута» её дедом называется Ульв Галисифарер, известный паломник в Сантьяго-де-Компостела в Испании. Считается, что её семья связана с семьями викингов Нортумберленде в Англии; как королева она была записана как благотворитель епархии Дарема. И она, и её супруг были потомками короля Свена Вилобородого.
Считается, что она вышла замуж за Эрика до 1086 года, поскольку она и её муж жили в изгнании при шведском дворе во время правления короля Олафа I (1086—1095). Хроники восхваляют её красоту и характер. В Саксо её почитали за то, что она терпела постоянное прелюбодеяние своего мужа; также утверждается, что она даже помогала укладывать волосы его любовниц.
Примерно в 1100 году она сопровождала своего мужа во время его паломничества в Иерусалим. Он путешествовал на лошади, а она ехала в карете. Он умер по дороге на Кипре, и она продолжила путешествие в одиночестве. Она добралась до Елеонской горы, где умерла в 1103 году.